# Igelkolben
Die Igelkolben (Sparganium) sind eine der beiden Gattungen der Pflanzenfamilie der Rohrkolbengewächse (Typhaceae) innerhalb der Ordnung der Süßgrasartigen (Poales). Die je nach Autor 19 bis 30 Arten sind hauptsächlich in den gemäßigten Gebieten der Nordhalbkugel verbreitet.
Sie sind Wasser- und Sumpfpflanzen, welche in Feuchtgebieten dichte Bestände entwickeln können. Besonderes Kennzeichen der Sparganium-Arten ist der ästig rispige Blütenstand aus mehreren rein weiblichblütigen und darüber befindlichem rein männlichblütigen kugelförmigen Teilblütenständen. Die geschnäbelten Früchte bilden eine Kugel mit nach außen gerichteten Spitzen – daher die Bezeichnung Igelkolben.

## Beschreibung

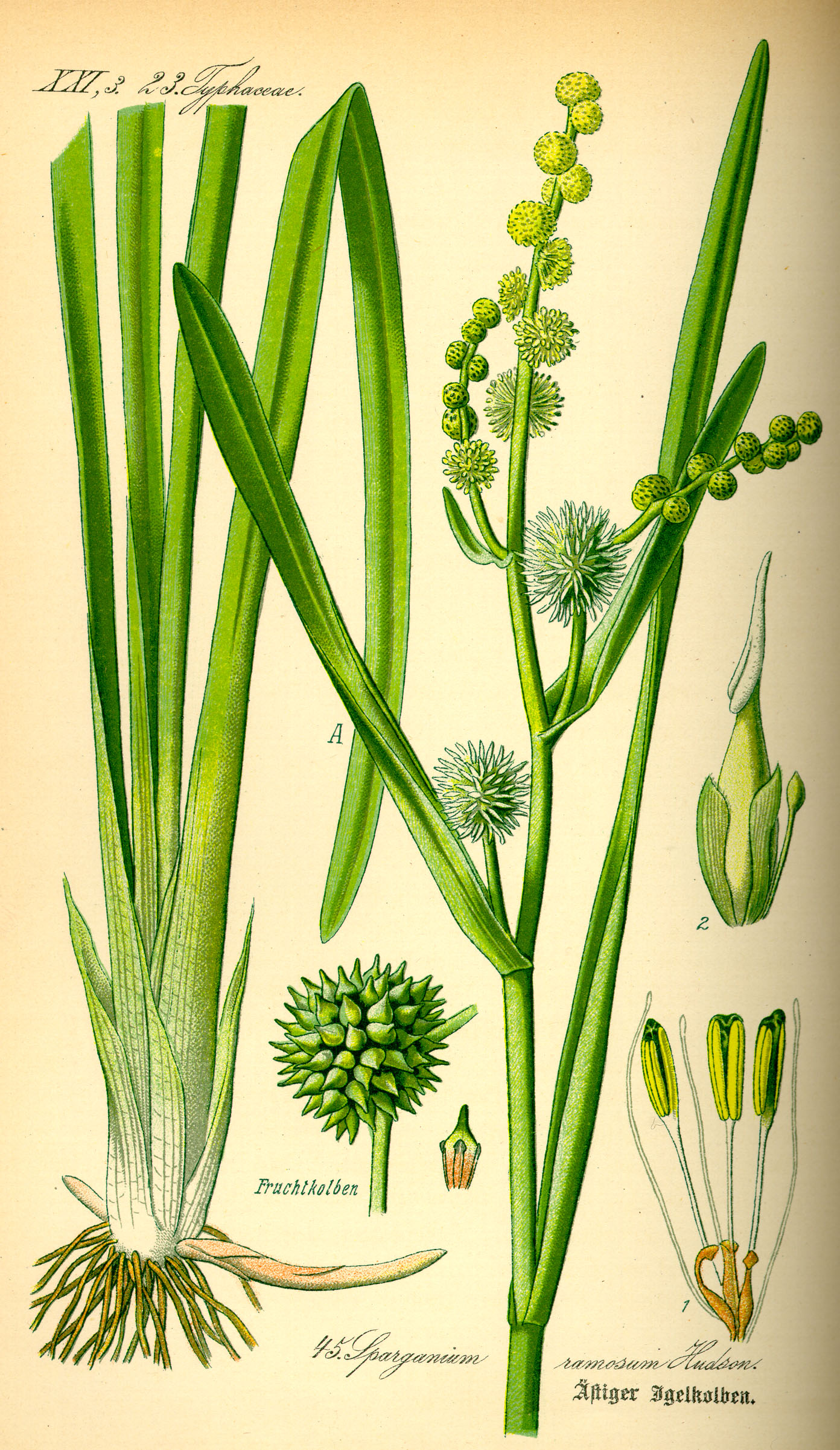
Illustration: Ästiger Igelkolben (Sparganium erectum)

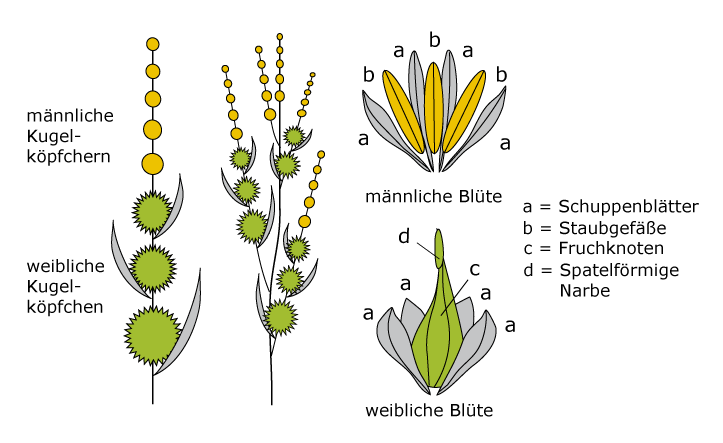
Schematische Darstellung der Einzelblüten und des Blütenstandes der Igelkolben

### Vegetative Merkmale
Igelkolben-Arten sind grün überwinternde, ausdauernde krautige Pflanzen. Die Blattanordnung der stets unbehaarten Stängel ist wechselständig und streng zweizeilig (distich). Die Laubblätter sind lang und mit parallelen Rändern (linealisch) und grasartig und bestehen aus einem schwammartig zusammendrückbaren Schwimmgewebe. Die parallelnervigen Blattspreiten sind nach außen kantig vorgewölbt und innen flach, so dass sich im Querschnitt ein Dreieck ergibt – im Gegensatz zu den Rohrkolben mit halbkreisförmigem Blattquerschnitt. Die Blattscheiden sind stets offen. An den Scheidenmündungen im Übergang zur Spreite sind keine Blatthäutchen (Ligulae) entwickelt.

### Generative Merkmale
Igelkolben-Arten sind einhäusig getrenntgeschlechtig (monözisch). Der ästig rispige Gesamtblütenstand der Igelkolben-Arten besteht aus kugelförmigen Teilblütenständen. Der Blütenstand ist von Hochblättern (Brakteen) durchsetzt – im Gegensatz zu den Rohrkolben-Arten. Die größeren stachligen weiblichen Kugelköpfchen sind im unteren Teil, die männlichblütigen im oberen Teil der Blütenstandszweige angeordnet.
Die eingeschlechtigen, dreizähligen Blüten sind spelzenlos. Die Blütenhülle (Perigon) der weiblichen Blüten besteht aus häutigen Schuppen, die einen Fruchtknoten mit spatelförmiger Narbe umgibt. Die ein bis acht Staubblätter der einzelnen männlichen Blüten sind ebenfalls von einigen basalen Schuppen umgeben.

## Ökologie
Es sind Wasser- und Sumpfpflanzen (Hydrophyten, Helophyten) mit unterirdischen, kriechenden Rhizomen als Überdauerungsorganen. Zum Teil wachsen sie völlig untergetaucht oder mit Schwimmblättern und Blütenständen flutend an der Wasseroberfläche. Die vegetative Ausbreitung erfolgt über Rhizome. Die Igelkolben-Arten können an geeigneten Standorten dichte Bestände, sogenannte Röhrichte entwickeln. Die Arten der Gattung sind an feuchte bis nasse, zeitweise oder immer überflutete Lebensräume angepasst. Sie besiedeln Gewässerufer, Sümpfe und Moore. Dort sind sie vielfach mit Rohrkolben, Seggen und Binsenarten vergesellschaftet.
Die Arten der Gattung Sparganium werden durch den Wind bestäubt (Anemogamie). Bei einigen Arten ist auch Selbstbestäubung (Autogamie) möglich. Die Ausbreitung der Diasporen erfolgt durch Wasser (Hydrochorie). Die Verbreitungseinheit (Diaspore) wird aus der einsamigen Nussfrucht (Achäne) gebildet.

## Systematik, botanische Geschichte und Verbreitung

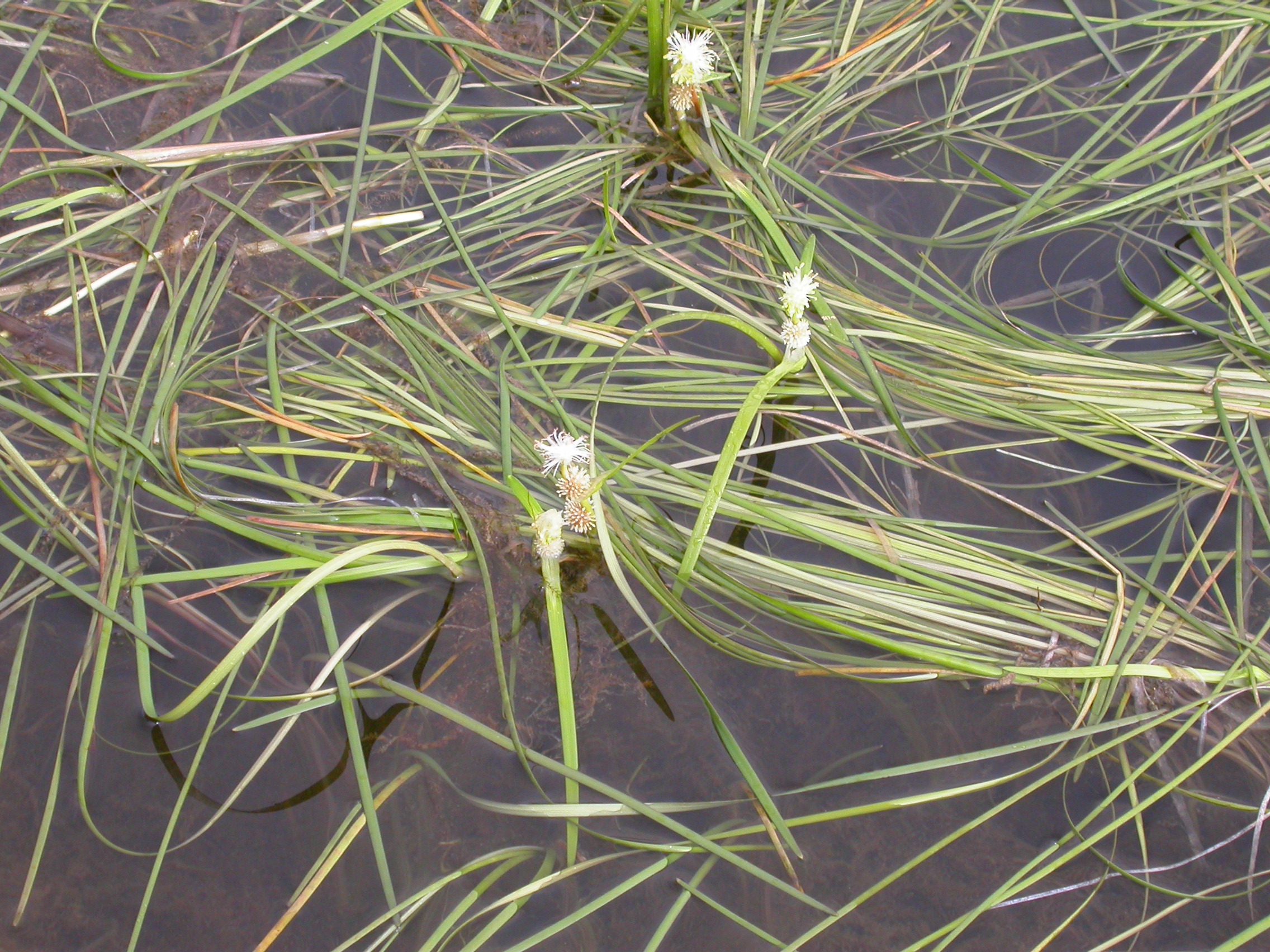
Schmalblättriger Igelkolben (Sparganium angustifolium), im Wasser flutend

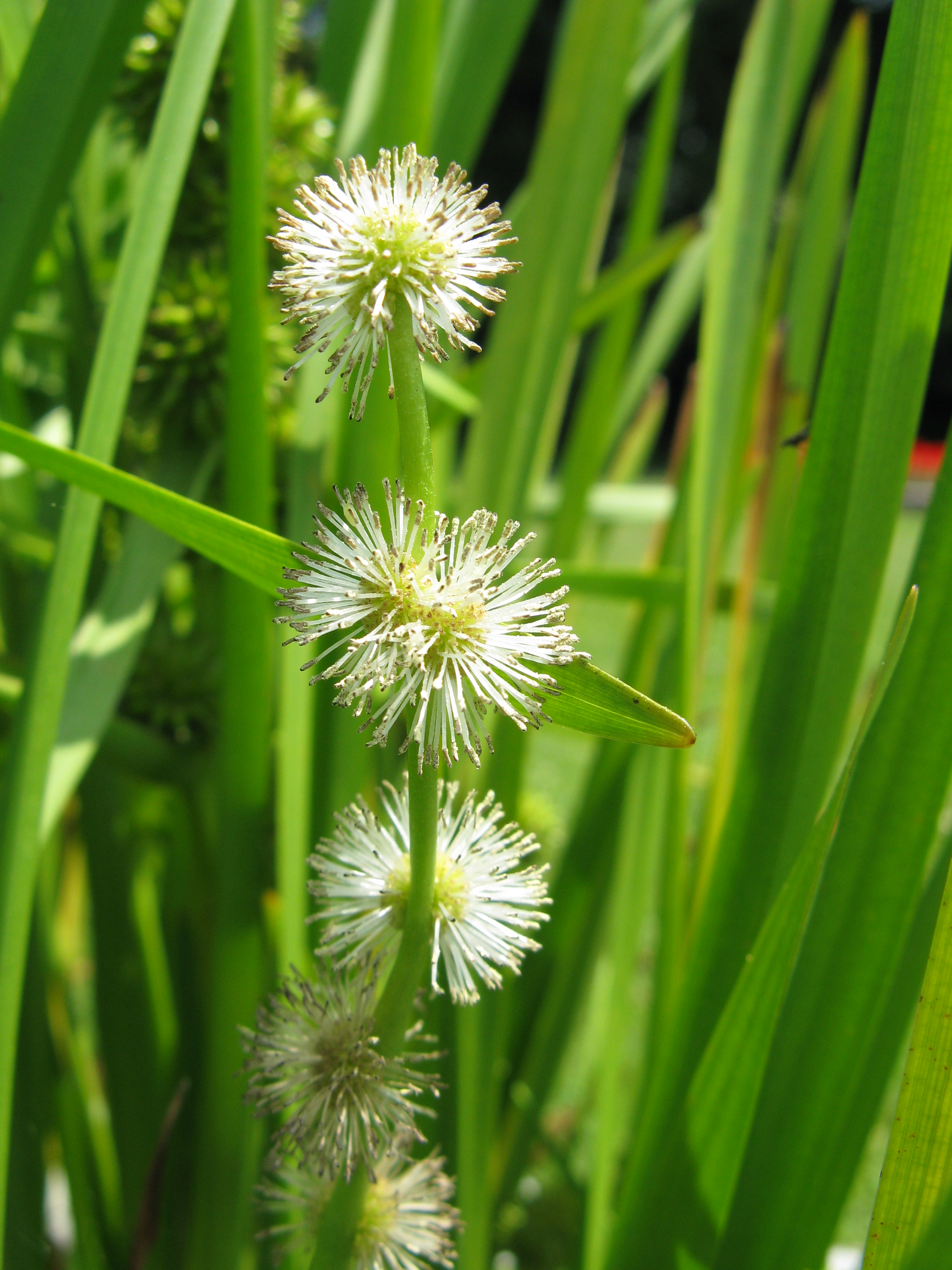
Sparganium japonicum

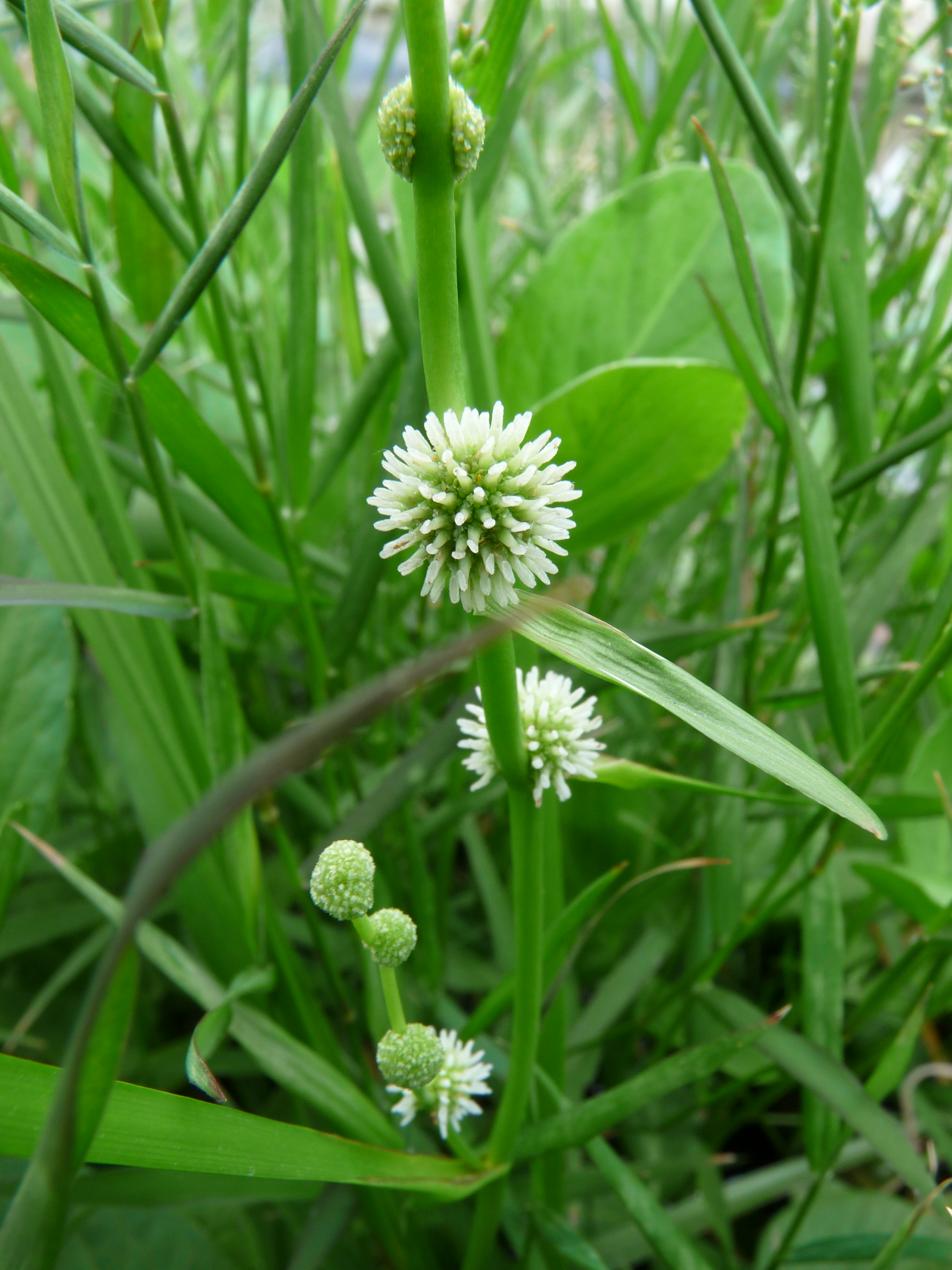
Sparganium subglobosum

Der Gattung Sparganium wurde durch Carl von Linné aufgestellt. Der Gattungsname Sparganium leitet sich vermutlich vom Griechischen spárganon für Band ab; aber der Bezug auf Pflanzenmerkmale ist unklar.
Die genaue Platzierung der Gattung war lange umstritten. So wurde von einigen Autoren die Gattung Igelkolben in die Familie der Rohrkolbengewächse aufgrund ihrer morphologischen Ähnlichkeit mit aufgenommen, von anderen Autoren wurde die Beibehaltung eigenständiger Familien (Typhaceae mit einziger Gattung Rohrkolben und Sparganiaceae – Igelkolbengewächse – mit einziger Gattung Igelkolben) vorgezogen. Nach der strikt phylogenetisch orientierten APG IV sind die Sparganium jedoch wie in APG III Teil der Rohrkolbengewächse (die separate Gliederung in APG II war ein „Fehler“).
Igelkolben-Arten sind überwiegend in gemäßigten bis arktischen Gebieten der Nordhalbkugel verbreitet. Wenige Vorkommen gibt es in Australien und Neuseeland.
Die Gattung Sparganium enthält etwa 21 Arten:
- Sparganium americanum Nutt.: Das Verbreitungsgebiet umfasst Kanada, die USA, Mexiko und Kolumbien.[1]
- Sparganium androcladum (Engelm.) Morong: Das Verbreitungsgebiet umfasst das südöstliche Kanada und die östlichen und zentralen USA.[1]
- Schmalblättriger Igelkolben (Sparganium angustifolium Michx.):[5] Er ist in Eurasien und Nordamerika weitverbreitet.
- Sparganium confertum Y.D.Chen: Die Heimat ist das nordwestliche Yunnan.[1]
- Einfacher Igelkolben (Sparganium emersum Rehmann):[5] Er ist in Eurasien und Nordamerika weitverbreitet.
- Ästiger Igelkolben (Sparganium erectum L.):[5] Er ist in Eurasien, Nordafrika und Nordamerika in mehreren Unterarten weit verbreitet.[1]
- Sparganium eurycarpum Engelm.: Es gibt zwei Unterarten:[1]
  - Sparganium eurycarpum subsp. coreanum (H.Lév.) C.D.K.Cook & M.S.Nicholls: Sie kommt von Russlands fernem Osten bis Korea und Japan vor.[1]
  - Sparganium eurycarpum subsp. eurycarpum: Sie kommt von Nordamerika bis Mexiko vor.[1]
- Sparganium fallax Graebn.: Das Verbreitungsgebiet erstreckt sich vom östlichen Himalaja bis Japan, Sumatra und Neuguinea.[1]
- Sparganium fluctuans (Engelm.) B.L.Rob.: Das Verbreitungsgebiet umfasst Kanada und die nördlichen USA.[1]
- Sparganium glomeratum (Laest. ex Beurl.) Neuman (Syn.: Sparganium manshuricum D.Yu): Das Verbreitungsgebiet erstreckt sich von Nordeuropa und Osteuropa bis Japan, Kanada und die USA.[1]
- Sparganium gramineum Georgi: Das Verbreitungsgebiet erstreckt sich vom östlichen Norwegen bis Japan.[1]
- Nordischer Igelkolben[6] (Sparganium hyperboreum Laest. ex Beurl.): Das Verbreitungsgebiet umfasst die Subarktis bis Kanada und außerdem die Südalpen.[1] In Mitteleuropa ist er sehr selten und kommt nur in Südtirol in den Sarntaler Alpen vor.[7]
- Sparganium japonicum Rothert: Die Heimat ist Japan, Korea und die Region Primorje.[1]
- Sparganium kawakamii Hara: Sie kommt nur in Sachalin und auf den Kurilen vor.[1]
- Sparganium limosum Y.D.Chen: Dieser Endemit kommt nur im nordwestlichen Yunnan vor.[1]
- Zwerg-Igelkolben[5] (Sparganium natans L., Syn.: Sparganium amplexicaulium D.Yu, Sparganium tenuicaule D.Yu & L.H.Liu, Sparganium minimum Wallr.): Er ist in Eurasien und Nordamerika weitverbreitet.
- Sparganium probatovae Tzvelev: Dieser Endemit kommt nur im nordöstlichen Kamtschatka vor.[1]
- Sparganium rothertii Tzvelev: Sie kommt von Sibirien bis Japan vor.[1]
- Sparganium stoloniferum (Buch.-Ham. ex Graebn.) Buch.-Ham. ex Juz.: Es gibt zwei Unterarten:
  - Sparganium stoloniferum subsp. stoloniferum (Syn.: Sparganium arcuscaulis D.Yu & G.T.Yang, Sparganium multiporcatum D.Yu): Sie gedeiht von gemäßigten Gebieten Asiens bis zum Himalaja.[1]
  - Sparganium stoloniferum subsp. choui (D.Yu) K.Sun (Syn.: Sparganium choui D.Yu): Sie kommt nur in der Inneren Mongolei vor.[1]
- Sparganium subglobosum Morong: Das Verbreitungsgebiet reicht von Russlands fernem Osten und Nansei-shoto bis Assam und von Neuseeland bis Neuguinea.[1]
- Sparganium yunnanense Y.D.Chen: Dieser Endemit kommt nur im südwestlichen Yunnan vor.[1]

Es gibt die Hybriden:
- Sparganium ×longifolium Turcz. ex Ledeb. = Sparganium emersum × Sparganium gramineum: Sie kommt von Nordosteuropa bis Sibirien vor.[1]
- Sparganium ×oligocarpon Ångstr.  = Sparganium emersum × Sparganium natans: Sie kommt von Nordeuropa bis Sibirien vor.[1]
- Sparganium ×speirocephalum Neuman = Sparganium angustifolium × Sparganium gramineum: Sie kommt in Nord- und Nordosteuropa vor.[1]
- Sparganium ×splendens Meinsh. (Syn.: Sparganium ×diversifolium Graebn.) = Sparganium angustifolium × Sparganium emersum: Sie kommt in Europa vor.[1]

## Verwendung
Igelkolben-Arten werden als Zierpflanzen besonders für Gartenteiche verwendet.